# Red irregular de triángulos

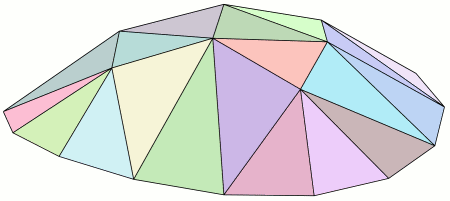
Malla irregular de triángulos modelizando una superficie convexa.

Una red irregular de triángulos (en inglés: Triangulated irregular network, abreviado TIN) es una representación de superficies continuas derivada de una estructura de datos espacial generada a partir de procesos de triangulación. Una malla TIN conecta una serie de puntos a través de una red de triángulos irregulares cuyos vértices se corresponden con dichos puntos, los cuales tienen las coordenadas x, y y z de donde se localizan. La teselación resultante configura el modelo de superficie.